# Подгорный, Николай Васильевич
Подгорный Николай Васильевич (16 марта 1944 года, город Балашов, Саратовской области, СССР, ныне Россия) — советский и украинский художник, работающий в жанрах портрет, пейзаж, натюрморт, тематическая картина. С 1983 года член Национального союза художников Украины, с 1993 года — Заслуженный художник Украины (1993). Лауреат областной премии Петра Артёменко (1978 г.), лауреат городских премий Самойла Величко (2003 г.) и Николая Ярошенко (2010 г.). Награждён Почётной грамотой Кабинета Министров Украины (2000), знаком отличия городского головы III степени, знаком отличия городского головы II степени, знаком отличия городского головы I степени, орденом Рождества Христова УПЦ.

## Биография
Николай Васильевич Подгорный родился 16 марта 1944 года в Балашове Саратовской обл. тогда еще СССР, а ныне РФ и уже в апреле того же года семья переехала в г. Полтава Полтавской области, Украина. Интерес к живописи зародился еще в раннем возрасте. В конце 1940-х годов брат подарил маленькому Николаю 4 карандаша. В те послевоенные годы — это был очень дорогой подарок, который и зажег интерес к искусству.
С 1960 по 1965 гг. учился в Днепропетровском художественном училище (ныне Днепропетровский театрально-художественный колледж) у Н.И. Родзина.
С 1965 по 1966 гг. учился в Луганском художественном училище у В. И. Шаховцова.
С 1967 по 1969 гг. работал инженером-конструктором НИИ Эмальхиммаш г. Полтавы.
С 1969 по 1974 гг. — художник на РПЭК (Республиканский производственно-экспериментальный комбинат).
В 1972 г. — экспонент выставки в г. Полтаве.
С 1974 по 2000 гг. художник областного художественно-производственного комбината Художественного фонда Украины.
В 1975 г. — экспонент выставки в г.  Запорожье.
В 1976 г. — зарубежная выставка, Велико-Тырново, Болгария.
В 1978 г. — выставки в Киеве и Москве.
В 1979 — экспонент зарубежной выставки в  Брюсселе, Бельгия.
В 1980 г. — персональная выставка в родном городе Полтаве.
В 1982 г. — очередная выставка в Велико-Тырново, Болгария.
С 1984 по 2004 гг. — председатель художественного совета при художественном комбинате Художественного фонда Украины.
С 1985 по 1989 гг. работал в правлении Полтавской областной организации Национального союза художников Украины.
С 1988 г. — председатель жюри конкурса красоты «Красавица Полтавы».
В 1993 г. — принял участие в международной выставке «Экспо-93», г. Штутгарт, Германия.
В 1994 г. — персональная выставка работ в Полтаве.
С 1997 г. — соучредитель «Фонда защиты и поддержки талантливых детей», при содействии которого был построен Полтавский художественный музей имени Николая Ярошенко (Галерея) и открытый в 1999 г.
В 1998 г. о Николае Подгорном выпущен фильм: «Встреча для вас», снятый Полтавской телерадиокомпанией «Лтава».
С 1999 г. — заместитель председателя городского художественного совета г. Полтавы.
В 2001 г. — персональная выставка в г. Полтаве.
С 2002 по 2003 гг. руководил бригадой по оформлению церкви «Веры, Надежды, Любви» УПЦ в г. Полтава.
В 2004 г. — персональная выставка в Полтаве.
В 2008 г. — персональная выставка в Полтаве.
В 2009 г. — персональная выставка работ, а также участник международной художественной выставки в г. Полтаве. Выпущен фильм: "Николай Подгорный - портреты и ассоциации" Полтавской телерадиокомпанией "Лтава"  и "Выдающиеся полтавчане: Николай Подгорный" Полтавской телекомпанией "Місто".
В 2012 г. принял участие в международной выставке работ "Дороги Гоголя: Полтава - Санкт-Петербург",  г. Санкт-Петербург, Россия.
В 2014 г. — персональная художественная выставка в Полтаве. Также выпущен видеосюжет:  по случаю персональной выставки Николая Подгорного в Полтавской Галерее Искусств посвященной 70-летию художника, снятый телеканалом ИРТ Полтава.
В 2015 г. выпущен видеосюжет о новой работе художника, посвященной памяти погибших во II мировой войне, снятый Полтавской телерадиокомпанией "Лтава".

## Творчество
Работает над сюжетами с философским наполнением. В живописных композициях выявляет личную интерпретацию окружающего мира, и исторического движения общества, природы и человека, раскрывает душевную суть личности, её психологию. Выполнил галерею портретов великих деятелей прошлого и настоящего времени, в которых проявляется чёткое аналитическое построение композиции, своеобразная трактовка образа через продуманную постановку моделей, их жестов, характерной мимики лица. Работы хранятся в музеях г. Полтавы и частных коллекциях на Украине и за рубежом.

## Награды и звания[14]
- 1978 г. — Лауреат областной премии имени Петра Артеменко.
- 1993 г. — заслуженный художник Украины (Наградной Лист № 246, 2 октября 1993 г.)[15]
- 2000 г. — Почётная грамота Кабинета Министров Украины (№ 1797, 20 сентября 2000 г.).
- 2003 г. — Лауреат городской премии имени Самойла Величко.
- 2004 г. — Награда председателя полтавского городского совета III степени (№ 12, 15 мая 2004 г.).
- 2005 г. — Орден Рождества Христова УПЦ (№ 560, 21 мая 2005 г.).
- 2009 г. — Награда председателя полтавского городского совета II степени (№ 2, 23 сентября 2009 г.).
- 2010 г. — Лауреат городской премии имени Николая Ярошенко.
- 2014 г. — Награда председателя полтавского городского совета I степени[16] (№ 054, 20 сентября 2014 г.).

## Публикации в каталогах, книгах, журналах
1. Выставка произведений художников Полтавщины / Велико-Тырново, май 1976 год. — [П., 1976]. — С. 7.
2. Всесоюзная художественная выставка «Молодая Гвардия Страны Советов», посвященная 60-летию Всесоюзного Ленинского комсомола: Каталог. — М., 1978. — С. 25.
3. Підгорний М. В. // Каталог звітної виставки творів членів молодіжного объєднання Спілки художників СРСР і художників Полтавської області. — П., 1981. — С. 3 - 4.
4. [Фотопортр. М. Підгорного і В. Колесникова, які удостоєні звання засл. худ. України] // ЗП. — 1993. — 6 лип. — № 90 (18238). — С. 2.
5. Національна спілка художників України. — К., 2002. — С. 116, 117, 118 (кол. репр.).
6. Підгорний М. В. // Довідник членів НСХУ. — К., 2003. — С. 406.
7. Микола Підгорний: Альбом. — П.: ТОВ «АСМІ», 2006. — (Художники Полтавщини).
8. НХСУ, 2013. — С. 474.
9. Мистецтво України. 1991 — 2003: (Альбом) / Упоряд. Т. Придатко, З. Чегусова. — К.: Мистецтво, 2003. — 416 с.: іл. — Укр., англ.; рез. рос., фр. ISBN 966-577-002-0